# Piper crassistipes
Piper crassistipes är en pepparväxtart som beskrevs av C. Dc.. Piper crassistipes ingår i släktet Piper och familjen pepparväxter. Inga underarter finns listade i Catalogue of Life.